# The Granites Airport
The Granites Airport är en flygplats i Australien. Den ligger i kommunen Central Desert och territoriet Northern Territory, omkring 900 kilometer söder om territoriets huvudstad Darwin.
Trakten runt The Granites Airport är nära nog obefolkad, med mindre än två invånare per kvadratkilometer.. 
Omgivningarna runt The Granites Airport är i huvudsak ett öppet busklandskap. Genomsnittlig årsnederbörd är 519 millimeter. Den regnigaste månaden är januari, med i genomsnitt 132 mm nederbörd, och den torraste är augusti, med 1 mm nederbörd.